# 사이티딘
사이티딘(영어: cytidine)은 사이토신이 β-N1-글리코사이드 결합으로 리보스와 연결되어 있는 뉴클레오사이드의 한 종류이다. 사이티딘은 RNA의 구성 요소이다.
사이토신이 디옥시리보스와 결합되어 있으면 디옥시사이티딘이 된다.

## 특성
사이티딘은 흰색의 결정성 분말이다. 사이티딘은 물에 매우 잘 녹고, 에탄올에는 약간만 용해된다.

## 식이 공급원
사이티딘의 식이 공급원으로는 맥주와 같은 피리미딘이 풍부한 식품 뿐만 아니라 내장육, 맥주 효모와 같은 높은 RNA(리보핵산) 함량을 가진 식품들이 있다. 소화 과정에서 RNA가 풍부한 식품은 리보실 피리미딘(사이티딘 및 유리딘)으로 분해되어 흡수된다. 사람의 경우, 식이로 섭취된 사이티딘은 유리딘으로 전환되며, 이것은 아마도 사이티딘의 대사에 영향을 미칠 수 있을 것이다.

## 사이티딘 유사체
약리학에서 잠재적으로 유용한 다양한 사이티딘 유사체가 존재한다. 예를 들어, KP-1461은 바이러스성 돌연변이원으로 작용하는 항 HIV 제제이고, 제불라린은 대장균에 존재하며 항암 화학 요법에 사용하기 위해 시험 중에 있다. 사이티딘 유사체인 아자시티딘과 데시타빈은 적은 양으로도 후성유전적인 탈메틸화를 통해 항암효과를 보여주었다.

## 생물학적 작용
사이티딘은 RNA의 피리미딘 성분으로서의 역할 외에도 뉴런과 신경 아교 세포 간의 글루탐산의 순환을 조절하는 것으로 밝혀졌으며, 대뇌 전두엽의 글루탐산/글루타민의 수준이 감소하는 것을 보충하였다. 이처럼 사이티딘은 잠재적인 글루탐산계 항우울제로서 관심을 불러 일으켰다.